# Santo António pregando aos peixes (Garcia Fernandes)
Santo António pregando aos peixes é uma pintura a óleo sobre madeira de carvalho pintada cerca de 1535-40 pelo pintor português do período Manuelino Garcia Fernandes e que se encontra actualmente no Museu Nacional de Arte Antiga, em Lisboa.
Santo António pregando aos peixes tem representados dois episódios fundamentais da hagiografia de Santo António. Em primeiro plano vemos o Santo a pregar aos peixes no Adriático que o escutam com mais atenção do que os herejes de Rimini. Em cena secundária, está representado o milagre da mula, animal que ajoelhando-se reconheceu a presença divina na hóstia consagrada o que levou à conversão de um judeu incrédulo.
Em 1934, Luís Reis-Santos divulgou a obra tendo atribuído a sua autoria a Garcia Fernandes, o que desde então tem sido aceite unanimemente pela crítica.
Santo António pregando aos peixes pertenceu à colecção de Henrique Burnay, 1.º conde de Burnay tendo sido comprado pelo Estado português, em 1936, no leilão do espólio Burnay, juntamente com muitas obras de arte, incluindo o Santo Agostinho de Piero della Francesca.

## Descrição
A composição divide-se em duas cenas. Em primeiro plano, ocupando um lugar destacado, Santo António, de hábito franciscano e segurando uma cruz, prega a um cardume de peixes que o escutam com as cabeças fora de água. Atrás do Santo duas figuras presenciam a pregação, uma delas com hábito franciscano. Em plano mais recuado, está representado o milagre da mula. O espaço desta segunda cena, onde se agitam vários grupos de figuras, está enquadrado por construções de estilos variados, por uma arcaria gótica, do lado direito, e um edifício renascentista, no fundo.
A relação entre as duas cenas define-se assim também no espaço pictural figurando a segunda num conjunto arquitectónico de laivos classicistas que foi cuidadosamente riscado a régua e compasso com incisões que são ainda visíveis.

### Ligação externa
- Página oficial do Museu Nacional de Arte Antiga